# Lorena Parini
Pour les articles homonymes, voir Parini.
Lorena Parini est une féministe politologue suisse, maître d'enseignement et de recherche à l'Institut des études genre (sic) de l'Université de Genève.

## Biographie
Elle est docteure en sciences politiques et enseigne à l'Université de Genève.
Ses ouvrages portent sur la théorie féministe, la politique et le genre. Lorena Parini est aussi l'autrice de plusieurs articles sur ces thématiques et publie dans la revue Nouvelles Questions Féministes. Elle s'interroge également sur l'identité sexuelle dans la société. Son approche est pluridisciplinaire.
Lorena Parini est co-présidente de la fédération genevoise des associations LGBT,. Féministe, elle est engagée pour la reconnaissance des droits des femmes et des personnes LGBT ,,, en particulier dans la sphère professionnelle,,. Elle a publié une étude nationale suisse sur les discriminations que subissent les personnes LGBT sur leur lieu de travail dans le cadre d'un partenariat entre l'Institut des études genres de l'université de Genève et la Fédération genevoise des associations LGBT  et présenté en 2014 aux assises « La diversité au travail: un enrichissement mutuel »  à la Haute Ecole de Travail Social de Genève,.
Elle est aussi connue en tant que DJ sous le nom de DJ LAP,,.
Le 17 mai 2021, Lorena Parini annonce son départ à la retraite de l'Université de Genève lors de la conférence "J'ai fait mon temps : L'émergence des études genre et LGBT à l'UNIGE (1990-2020)".

## Publications
- La Politique d'asile en Suisse. Une perspective systémique, Harmattan, 1997.
- États et mondialisations. Stratégies et rôles, (dir.) Lorena Parini, Paris, l’Harmattan, 2001.
- Régulation sociale et genre, (dir.) Lorena Parini, Paris, l’Harmattan, 2006.
- Le Système de genre. Introduction aux concepts et théories, Zürich, Seismo, Coll. Questions de genre, 2006[16].
- « Vie privée et vie publique. La mise en scène des rapports de genre à travers le procès Elf », in Langage & société, no 105, 2003, p. 69-83.

## Sources
- Tania Angeloff, « Les systèmes de genre. Introduction aux concepts et théories de Lorena Parini », in la revue Travail, genre et sociétés, dossier « Les femmes, les arts et la culture », Armand Colin, no 19, 2008.